# Haplopteris anguste-elongata
Haplopteris anguste-elongata är en kantbräkenväxtart som först beskrevs av Bunzo Hayata, och fick sitt nu gällande namn av E. H. Crane. Haplopteris anguste-elongata ingår i släktet Haplopteris och familjen Pteridaceae. Inga underarter finns listade.